# Auchenharvie Castle

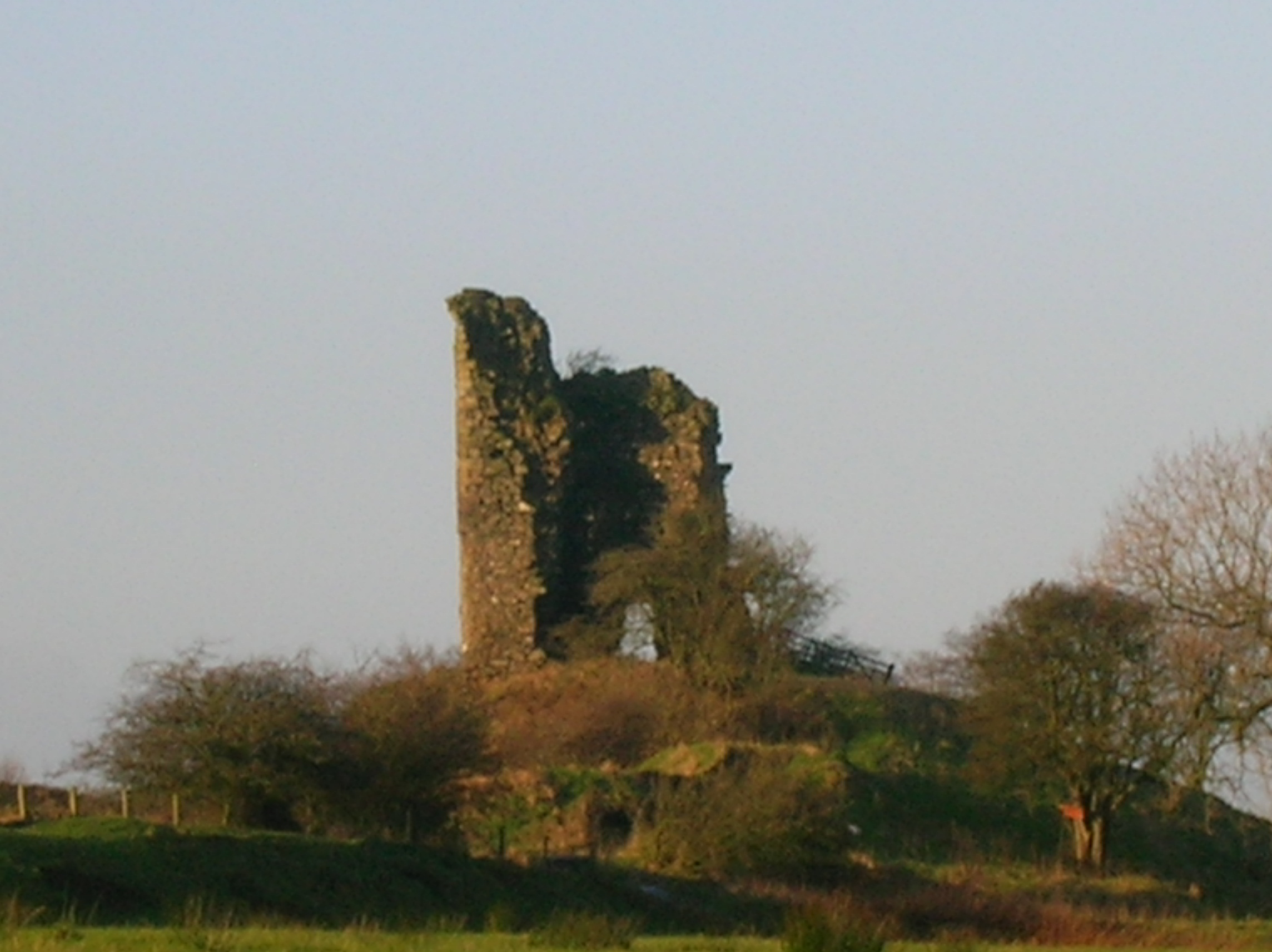
Ruinen von Auchenharvie Castle 2007

Auchenharvie Castle ist eine Burgruine aus dem 16. Jahrhundert bei Torranyard, nordöstlich von Irvine in der schottischen Council Area East Ayrshire. Das Gebäude hat Historic Scotland als historisches Bauwerk der Kategorie B gelistet. Der Name „Auchenharvie“ bedeutet laut Timothy Pont „Hügel in einem gelben Maisfeld“.

## Geschichte

### Die Burg

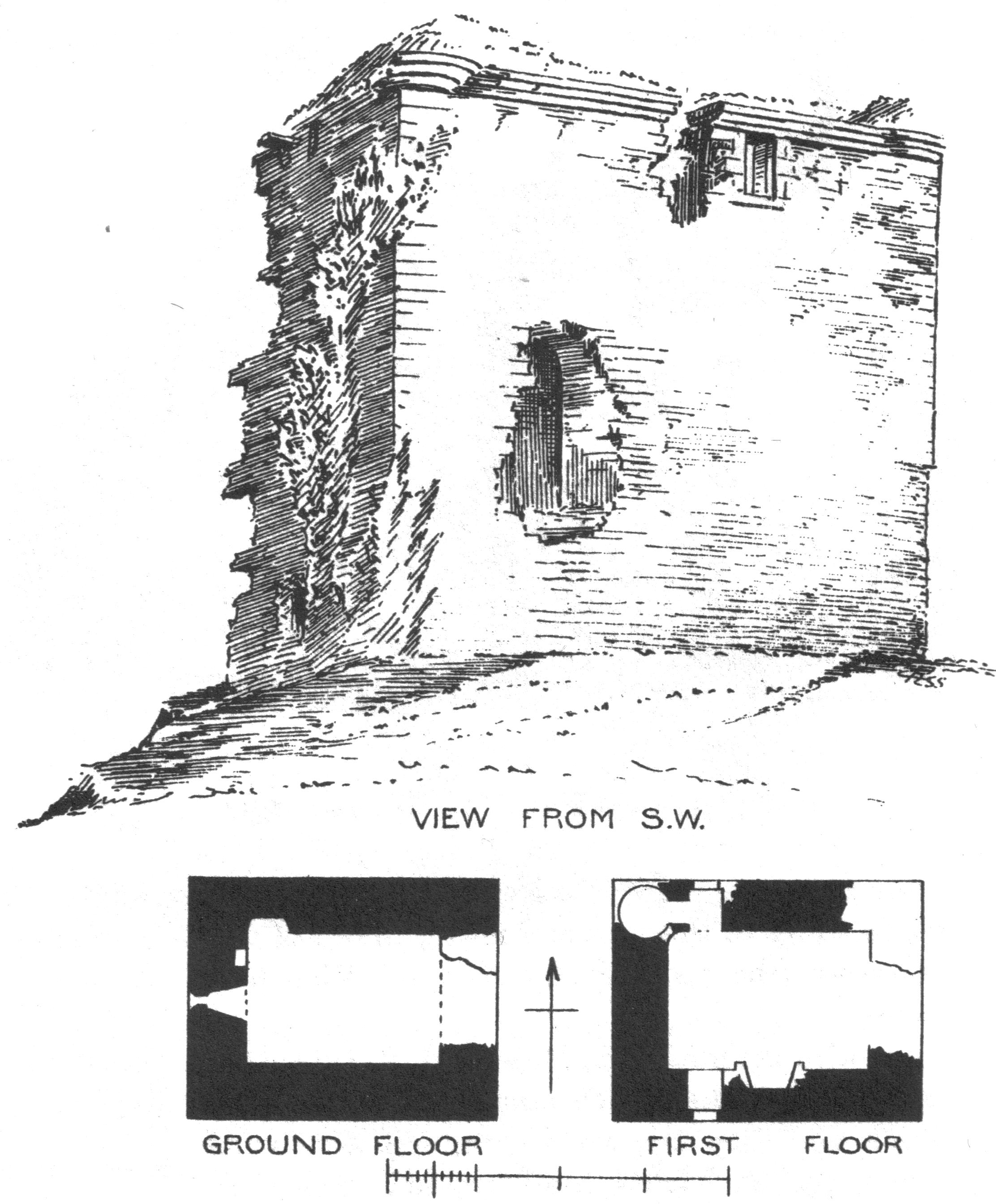
Auchanharvie Castle um 1892

Die Ruinen stehen heute noch in gut sichtbarer und leicht zu verteidigender Lage auf der Auchenharvie Farm bei Torranyard. Das Gelände wurde durch Steinbrucharbeiten wesentlich verändert. Früher wurde die Burg „Achin-Hervy“, „Awthinharve“ (Rollie, um 1564), „Auchinbervy“ (Moll, 1745), „Achenhay“ (1775 und 1807) oder „Auchenhowy“ (Ainslie, 1821) genannt.
Auchenharvie Castle war schon lange eine Ruine, wie Timothy Pont schon 1604–1608 zeigt. Die Burgruine war zu klein und die Fläche des Mounds zu begrenzt als dass die Ruine in eine kommodere und komfortablere Wohnung hätte umgewandelt werden können.
Die Konsolen der Brüstung sind ungewöhnlich, weil sie weniger als üblich hervorstehen. Dies verbindet Auchenharvie Castle mit den Arbeiten an Law Castle und Barr Castle. Die Burg wurde aus dunklerem Whinstone mit Ecken aus Freestone errichtet.
Von dieser typischen Turmburg, die spätestens seit den 1770er-Jahren eine Ruine war, ist ein großer Teil erhalten geblieben. Es gibt Spuren eines Tonnengewölbes, von seitlichen Tourellen, prächtigen Sandsteinverzierungen etc. Einige sehr grundlegende Erhaltungsarbeiten wurden an der Ruine durchgeführt. Ungewöhnliche Orchideenarten sollen auf dem Mound wachsen.
Von den Pollenaufzeichnungen in Bloak Moss ist bekannt, dass im 5. oder 6. Jahrhundert ausgedehnte Rodungen vorgenommen wurden. Solch ein Gelände war für diese frühen Siedler von großer strategischer Bedeutung, weil es wie eine Insel über den Mooren herausragte.

### Die Cunninghames von Auchenharvie
Die Burg war lange in den Händen der Cunninghames; Edward Cunninghame aus Auchenharvie wurde 1526 während einer Fehde mit dem Clan Montgomery umgebracht. Der bekannteste Besitzer von Auchenharvie Castle war Robert Cunninghame, der 1673 zum Baronet von Neuschottland ernannt wurde und Leibarzt von König Karl II. war, wozu er kurz nach dessen Krönung 1651 in Scone berufen wurde. Er war mit der Armee des Königs bei der Niederlage im September 1651 in Worcester dabei, wurde im Tower of London eingesperrt und erst nach Zahlung eines Lösegeldes entlassen. Er war sehr reich und kaufte 1656 die Baronie von Stevenston vom Earl of Eglinton zurück. Er starb 1676 und sein Sohn überlebte ihn nur um zwei Jahre. Weil seine Tochter nicht erben konnte, fiel das Anwesen in der männlichen Linie an deren Vetter, Robert Cunninghame.
Im Januar 1678 ist Robert Cunynghame, Apotheker und Drogist in Edinburgh, als Erbe von Anne, Tochter von Sir Robert Cunynghame aus Auchenharvie vermerkt. Sie war Roberts Base, und Teil seines Erbes waren die Baronie von Stephenston und die Ländereien von Auchenharvie. Ihm gehörten auch Ländereien in Lambroughton und Chapeltoun. Er heiratete 1669 Anne Purves aus Purves Hall und hatte mit ihr 17 Kinder. Trotz seines Erbes geriet er später in ernsthafte wirtschaftliche Schwierigkeiten.
Das Haus gehörte bis 1642 David Cunninghame, 1. Baronet of Auchinhervie, einem abwesenden Höfling in England. 1634 plante er den Bau zusätzlicher Gebäude, beginnend mit einer Gartenmauer um den alten Turm. Er dachte, seine Burg sei zu klein, um seine Freunde während eines geplanten königlichen Besuches 1628 zu beherbergen, und bat seinen Vetter, David Cunninghame aus Robertland, seine Mutter unterzubringen, sodass, falls Freunde kämen, diese ebenfalls in Robertland unterkommen würden.
1829 zeigte Aitkens Landkarte die Burg als Besitz von Colonel Barns.

### Die Leichenhändler

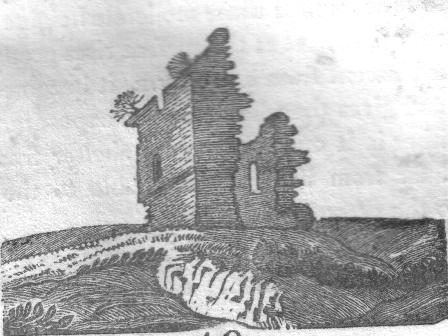
Auchenharvie Castle 1820

Einer örtlichen Sage zufolge wurden vor dem Anatomiegesetz von 1832 in den Tagen der Leichenhändler Leichen, die vor Ort anfielen, in den Ruinen versteckt, dann nachts nach Glasgow gebracht und an Ärzte und Medizinstudenten der alten Universität verkauft, damit diese daran Obduktionen üben konnten. Eine weitere Version dieser Geschichte lautet, dass die Leichen von den benachbarten Gemeinden in Darnshaw, einem versteckten Haus nahe dem Bloak Moss an der alten Straße von Auchenharvie nach Megswell, gesammelt wurden. Die Leichen sollen dann für je 10 £ in Glasgow an Medizinstudenten der Universität verkauft worden sein. Die alte Mautstraße führte nicht an dem Anwesen vorbei und eine Mautstation mit Tor stand ganz in der Nähe, was einige Zweifel an der Beteiligung der Burg an der Geschichte aufkommen lässt.
Eine weitere örtliche Sage erwähnt das nahegelegene Girgenti House und seinen weithin sichtbaren Turm als Quartier für Schmuggler.

### Auchenharvie House

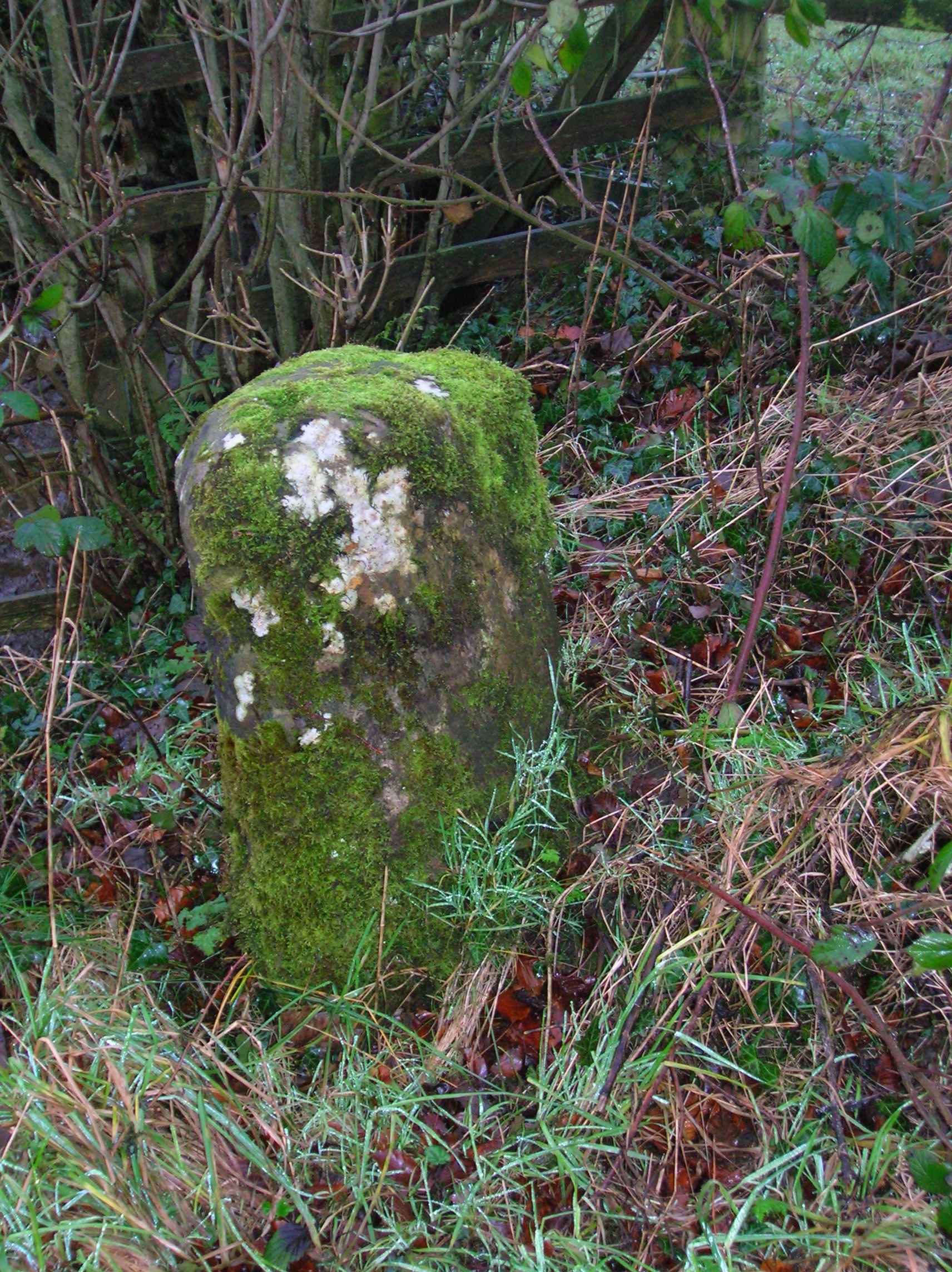
Meilenstein der alten Mautstraße in West Balgray

Ein Anwesen namens Auchenharvie ließ die Familie in Stevenston errichten und auch wieder abreißen; dessen Name lebt in der Auchenharvie Academy fort. Middleton bei der Annick Lodge war Teil des Anwesens, das in die Hände der Hamiltons von Bourtreehill House gelangte und dann an die Earl of Eglinton fiel. Robert Cunninghame war eines der bekanntesten Familienmitglieder am neuen Standort, weil er stark mit dem Kohlebergbau in der Baronie Stevenston befasst war.
Lesley Baillie von der Bonnie-Lesley-Geschichte war eine Nachfahrin der Cunninghames von Auchenharvie.

### Die Mautstraße
Die alte Mautstation in der Nähe der Auchenharvie Farm wurde in den 1990er-Jahren abgerissen und durch ein privates Wohnhaus ersetzt. Die alte Kreuzung mit der Mautstraße gibt es heute noch als Feldweg. Eine Straße führte quer durch die Felder von hier über den Fluss durch eine Furt unterhalb der Megswell Farm. Diese Straße führte unterhalb der Einfahrt zu Montgreenan über eine schmuckvolle Brücke. Der Bau der Straße nach Lochlibo machte diese Route überflüssig.